# Borys Olijnyk
Borys Mykołajowycz Olijnyk, ukr. Борис Миколайович Олійник, ros. Борис Николаевич Олейник, Boris Nikołajewicz Olejnik (ur. 20 listopada 1967) – ukraiński piłkarz, grający na pozycji obrońcy.

## Kariera piłkarska
W 1989 rozpoczął karierę piłkarską w klubie Czajka Sewastopol. Na początku 1995 wyjechał do Polski, gdzie bronił barw przez pół roku Stali Stalowa Wola, a potem GKS Bełchatów. Podczas przerwy zimowej sezonu 1995/96 wrócił do Ukrainy, gdzie zasilił skład Naftowyka Ochtyrka. W 1997 został piłkarzem Podilla Chmielnicki. W 1998 grał w drużynie amatorskim Horniak Bałakława. W 1999 przeszedł do Czornomorca Sewastopol. W 2002 zakończył karierę piłkarza w PFK Sewastopol. Potem jeszcze występował w zespołach amatorskich, m.in. IKS-Akademija Kujbyszewo, Kamo Sewastopol, Tawrika Symferopol, Kompas Sewastopol, Dynamo Sewastopol